# Glympis rectalis
Glympis rectalis är en fjärilsart som beskrevs av Smith 1907. Glympis rectalis ingår i släktet Glympis och familjen nattflyn. Inga underarter finns listade i Catalogue of Life.